# Kalcymimetyki
Kalcymimetyki – grupa leków stosowana głównie w leczeniu objawowym wtórnej nadczynności przytarczyc celem zmniejszenia stężenia PTH (w zakresie 2–9-krotności górnej granicy przedziału wartości prawidłowych). Zwykle dotyczy to osób z przewlekłą chorobą nerek leczonych dializami. Leki tej grupy działają obniżając próg wrażliwości receptorów na stężenie wapnia we krwi.

Wzór strukturalny cynakalcetu.

Stosowanym lekiem tej grupy (w monoterapii, bądź w kombinacji z pochodnymi witaminy D lub parikalcytolem) jest cynakalcet (w dawce 30–180 mg/d).
Kalcymimetyk jest lekiem pierwszego wyboru w sytuacji hiperkalcemii lub hiperfosfatemii u chorego z wtórną nadczynnością przytarczyc w przebiegu przewlekłej choroby nerek. Jeśli do zaburzeń tego typu dochodzi w trakcie leczenia kalcymimetykiem i witaminą D, wskazane jest wówczas zredukowanie lub odstawienie kalcymimetyku. Redukcja dawki bądź rezygnacja z zastosowania kalcymimetyku wskazana jest również w przypadku wystąpienia hipokalcemii – wcześniejsze dołączenie pochodnych witaminy D pozwala uniknąć tego powikłania.
Kalcymimetyki (cynakalcet) są skuteczne w zwalczaniu hiperkalcemii u chorych z rakiem przytarczyc. Postuluje się również ich skuteczność w pierwotnej nadczynności przytarczyc, celem zmniejszenia kalcemii u chorych nie wyrażających zgody na postępowanie operacyjne.